# Frost Heaves du Vermont
Les Frost Heaves du Vermont (en anglais : Vermont Frost Heaves) étaient un club franchisé américain professionnel de basket-ball de la ville de Burlington (Vermont) faisant partie de American Basketball Association (2006-2008) puis de la Premier Basketball League (2009-2010).

## Palmarès
- American Basketball Association : 2007, 2008

## Entraîneurs
- 2006-2009:  Will Voigt
- 2009-janv. 2010:  Jeff Strohm
- Janv. 2010-2010:  Joe Salerno